# Liste der Häfen in Estland
Die Liste der Häfen in Estland enthält Häfen (estnisch sadam) des baltischen Staates Estland. Das jeweilige Gewässer ist die Ostsee, soweit nicht anders angegeben.

## Häfen
| Ort                 | UN/LOCODE | Name                | Anmerkung                                          | Foto               |
| ------------------- | --------- | ------------------- | -------------------------------------------------- | ------------------ |
| Dirhami             | EE DIR    | Dirhami sadam       | Betreiber: Mellson Grupp                           | Hafen Dirhami      |
| Heltermaa           | EE HLT    | Heltermaa sadam     |                                                    |                    |
| Kuivastu            | EE KUI    | Kuivastu sadam      |                                                    |                    |
| Kunda (Viru-Nigula) | EE KND    | Kunda sadam         |                                                    | Hafen Kunda        |
| Lehtma              | EE LHT    | Lehtma sadam        |                                                    |                    |
| Loksa               | EE LSA    | Loksa sadam         |                                                    |                    |
| Miiduranna          | EE MDR    | Miiduranna sadam    |                                                    |                    |
| Muuga               | EE MUG    | Muuga sadam         | Betreiber: AS Tallinna Sadam                       | Hafen Muuga        |
| Mõntu               | EE MNT    | Mõntu sadam         |                                                    |                    |
| Narva-Jõesuu        | EE NJS    | Narva-Jõesuu sadam  |                                                    |                    |
| Pakri-Halbinsel     |           | Pakrineeme sadam    | LNG-Terminal                                       |                    |
| Paldiski            | EE PLN    | Paldiski Põhjasadam | deutsch Nordhafen                                  |                    |
| Paldiski            | EE PLS    | Paldiski Lõunasadam | deutsch Südhafen Betreiber: AS Tallinna Sadam      |                    |
| Praaga              |           | Praaga, Peipsiääre  | liegt am Peipussee                                 |                    |
| Pärnu               | EE PRN    | Pärnu sadam         |                                                    |                    |
| Rohuküla            | EE RHK    | Rohuküla sadam      |                                                    |                    |
| Roomassaare         | EE RMS    | Roomassaare sadam   |                                                    |                    |
| Rootsiküla          | EE PAP    | Papissaare sadam    |                                                    |                    |
| Saaremaa            | EE SMA    | Saaremaa sadam      | Betreiber: AS Tallinna Sadam                       |                    |
| Sillamäe            | EE SLM    | Sillamäe sadam      |                                                    | Hafen von Sillamäe |
| Tallinn             | EE MRS    | Meeruse sadam       |                                                    |                    |
| Tallinn             | EE BEK    | Bekkeri sadam       |                                                    |                    |
| Tallinn             | EE VEB    | Vene-Balti sadam    | deutsch Russisch-Baltischer Hafen                  |                    |
| Tallinn             | EE PAS    | Paljassaare sadam   |                                                    |                    |
| Tallinn             | EE LHS    | Lahesuu sadam       |                                                    |                    |
| Tallinn             | EE NOB    | Noblessneri sadam   | früher: Peetri sadam                               |                    |
| Tallinn             | EE PAS    | Patareisadam        |                                                    |                    |
| Tallinn             | EE VAN    | Vanasadam           | deutsch Altstadthafen Betreiber: AS Tallinna Sadam | Altstadthafen      |
| Tallinn             | EE PIR    | Pirita sadam        | ehem. Olympischer Yachthafen Tallinn               | Yachthafen         |
| Tallinn             | EE KAK    | Kakumäe sadam       |                                                    |                    |
| Veeremäe            | EE VEE    | Veere sadam         |                                                    |                    |
| Vergi               | EE VER    | Vergi sadam         |                                                    |                    |
| Virtsu              | EE VIR    | Virtsu sadam        |                                                    |                    |

Der Tallinner Minenhafen (estnisch Miinisadam) ist kein öffentlicher Hafen und wird militärisch von der Estnischen Marine genutzt.